# (74455) 1999 CW28
(74455) 1999 CW28 – planetoida z pasa głównego asteroid okrążająca Słońce w ciągu 5,63 lat w średniej odległości 3,16 j.a. Odkryta 10 lutego 1999 roku.